# Ellernbruch (Bützow)
Der  Ellernbruch  ist eine Anliegerstraße im einst umwallten historischen Stadtkern der ehemaligen Bischofsresidenz und Universitätsstadt Bützow im Landkreis Rostock in Mecklenburg.

## Geografische Lage
Der Ellernbruch ist in beide Richtungen befahrbar, der Fahrbahnbelag besteht aus Kopfsteinpflaster. Sie verbindet als Anliegerstraße die Wallstraßen mit der Kreuzung Breite Straße, Am Markt und die Kirchenstraße. Als Querstraße ist die Wollenweberstraße an diese Straße angeschlossen.

## Geschichte
Die Straße gehört zu den „Neugründungen“ der Altstadt im 16. Jahrhundert. Das Gebiet war lange Zeit unbebaut, nur ein Fußweg durchzog das Gebiet. Der Ellernbruch wurde nach dem ursprünglich aus diesem Gebiet stammenden mit Erlen bewachsenen Bruchwald benannt. Das Wort Ellern ist eine Mecklenburgisch-Niederdeutsche Form des Wortes Erlen. Nach 1760 wurde hier die Reformierte Kirche errichtet als eine Folge der Ansiedlung französischer Reformierter in Mecklenburg seit 1700.

## Straßenname im Wandel der Zeit
In dem noch erhaltenen Archivmaterial wird das Gebiet 1580 zum ersten Mal genannt. 1617 wird im Hypotekenbuch der Stadt Bützow das erste Mal eine Bude in diesem Gebiet erwähnt. Von 1620 bis 1950 wechselte der Name von: Ellerbruche, Ellerbrook und Ellerbruchsstraße.
Am 9. September 1951 erhielt die Straße den Namen Rote-Oktober-Straße. Nach der Wiedervereinigung war ein Straßenname im Zusammenhang mit der Oktoberrevolution nicht mehr angebracht. 1990 wurde ein Gremium gebildet, um über die Rückbenennung der Straße zu beraten und abzustimmen. Mit dem Beschluss vom 1. Oktober 1990 erhielt der Ellernbruch seinen historischen Namen zurück und ist bis heute unverändert geblieben.

## Bebauung

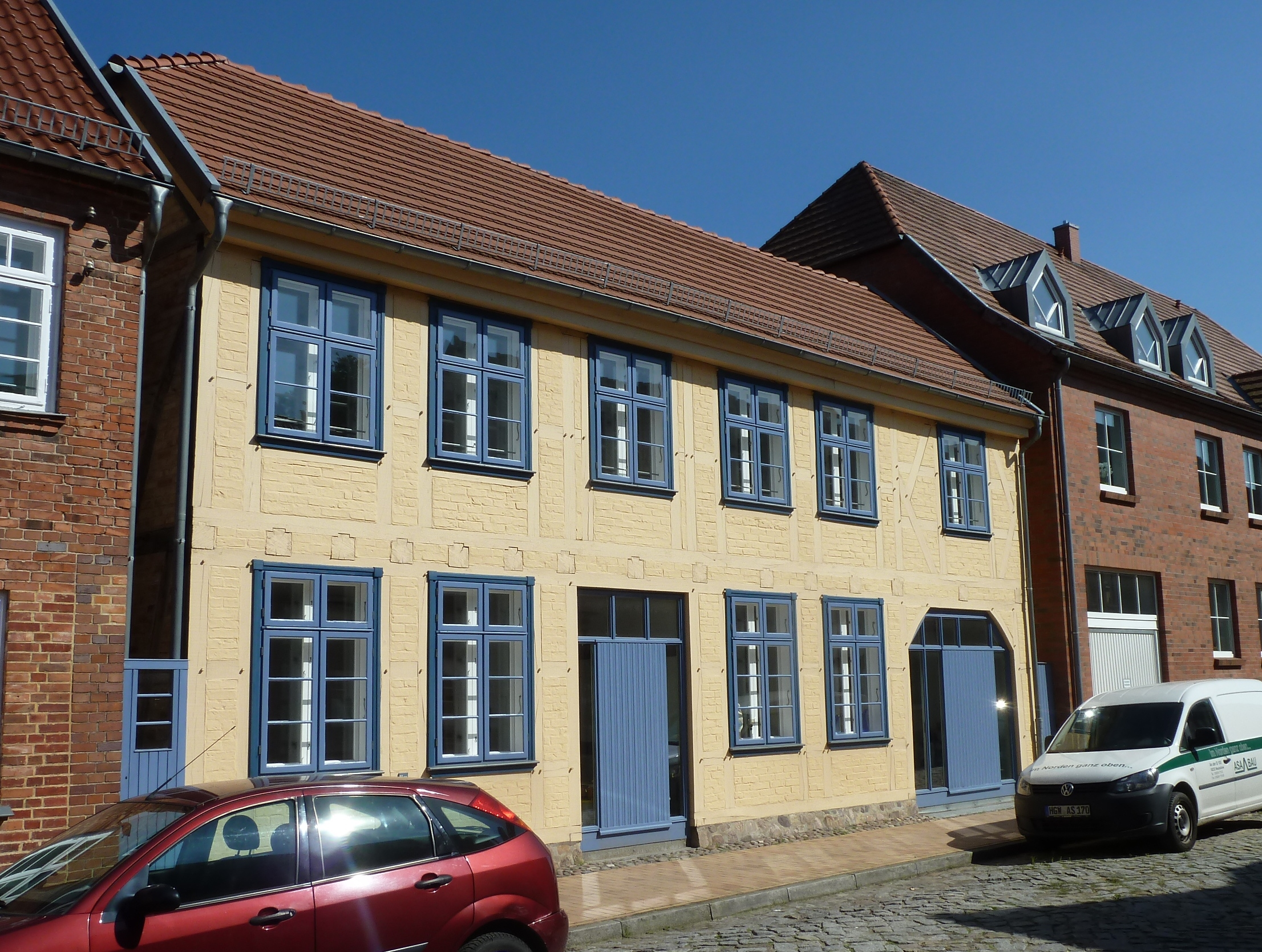
Ellernbruch 6

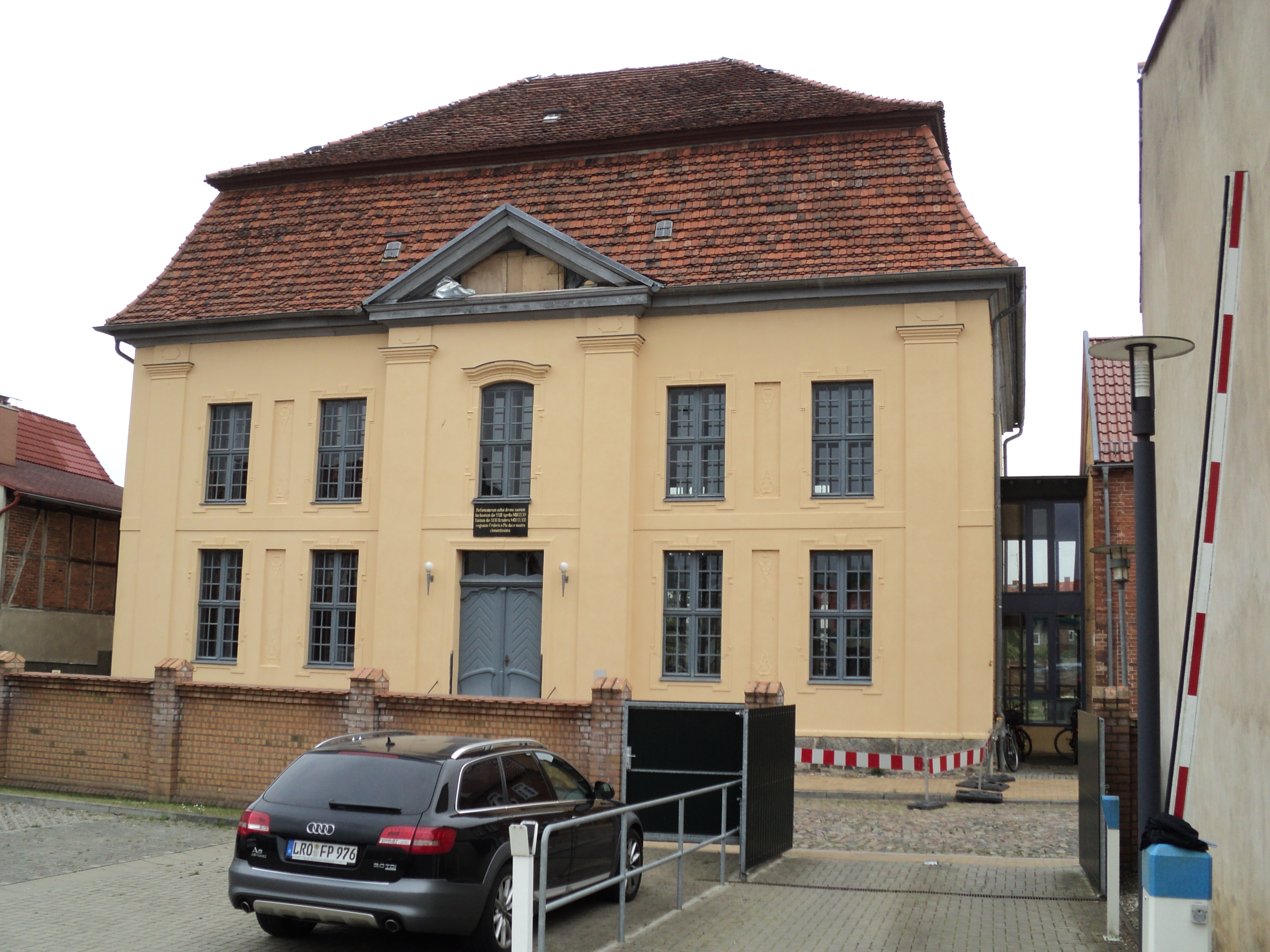
Ellernbruch 10

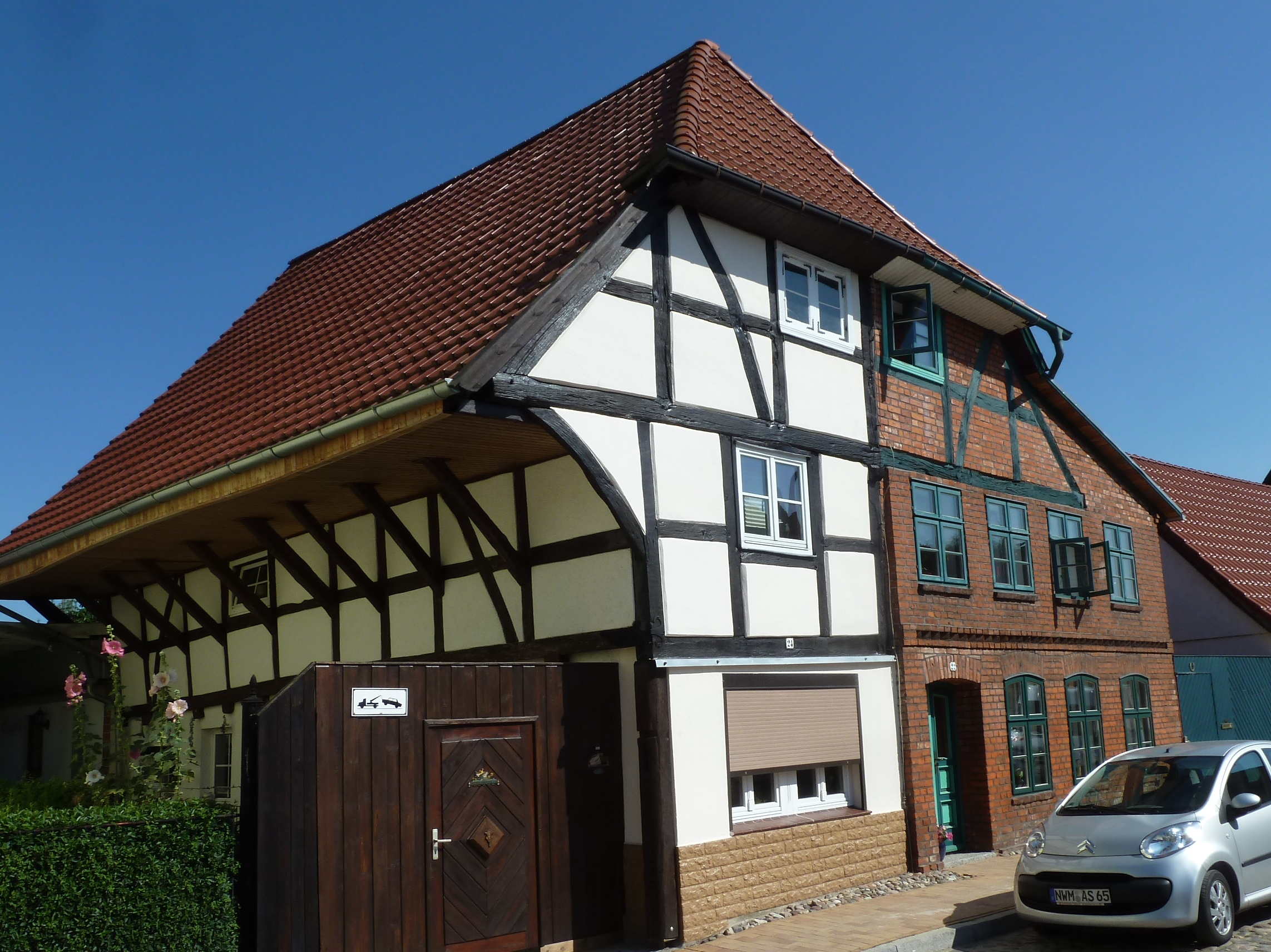
Ellernbruch 22–24

An der Straße stehen zumeist zwei- bis dreigeschossige Wohn- und Geschäftshäuser.
Die Denkmalplakette  kennzeichnet Baudenkmale des Ellernbruch.
| Haus Nr. | Historische Haus- nummer bis 1908 |  | Bemerkungen                                                                       | Geschichte |
| -------- | --------------------------------- |  | --------------------------------------------------------------------------------- | --- |
| 1        | 199                               |  | Neubau der Nr. 1 im Jahr 1985, ursprüngliches Haus existiert nicht mehr.          | ehemals: Bäckermeister J. Drühl, später: Bäckermeister F. Schlünz                                                                 |
| 2        | 229                               |  | Neubau der Nr. 2 im Jahr 1985, ursprüngliches Haus existiert nicht mehr           | ehemals: Schneidermeister F. Roloff                                                                                               |
| 3        | 200                               |  |                                                                                   | |
| 4        | 228                               |  | Neubau der Nr. 4 in den 2000er Jahren, ursprüngliches Haus existiert nicht mehr   | ehemals: Färbermeister Theodor Wolter, später: Schlachtermeister C. Winter                                                        |
| 5        | 201                               |  | Neubau der Nr. 5 im Jahr 1985, ursprüngliches Haus existiert nicht mehr           | ehemals: Zimmermann C. Hausherr                                                                                                   |
| 6        | 226                               |  |                                                                                   | ehemals: Schuhmachermeister Wolter                                                                                                |
| 7        | 202                               |  |                                                                                   | |
| 8        | 225                               |  |                                                                                   | |
| 9        | 203                               |  |                                                                                   | |
| 10       | 475                               |  | Reformierte Kirche (Bützow)                                                       | 1765 bis 1771 durch den Landbaumeister Anton Wilhelm Horst erbaut                                                                 |
| 11       | 204                               |  |                                                                                   | ehemals: Hofschuster A. Schröder, später: Schlachter G. Strophal                                                                  |
| 12       | 224                               |  |                                                                                   | |
| 13       | 205                               |  |                                                                                   | |
| 14       | 223                               |  |                                                                                   | |
| 15       | 206                               |  |                                                                                   | |
| 16       | 222                               |  |                                                                                   | |
| 17       | 207                               |  |                                                                                   | |
| 18       | 221                               |  |                                                                                   | |
| 19       | 208                               |  | Haus existiert nicht mehr                                                         | ehemals: Weber A.Fischer, später: Zimmermeister J. Evert                                                                          |
| 20       | 220                               |  |                                                                                   | |
| 21       | 209                               |  |                                                                                   | |
| 22       | 219                               |  |                                                                                   | |
| 23       | 210                               |  |                                                                                   | ehemals: Töpfer R. Schmerling |
| 24       | 218                               |  |                                                                                   | |
| 25       | 211                               |  |                                                                                   | |
| 26       | 217                               |  | Neubau der Nr. 26 in den 2020er Jahren, ursprüngliches Haus existiert nicht mehr. | ehemals: Gastwirt A. Treutlein, später: Gastwirt W. Landers In diesem Gebäude wurde 1919 die Ortsgruppe Bützow der KPD gegründet. |
| 27       | 212                               |  |                                                                                   | |
| 28       | 216                               |  | Haus existiert nicht mehr                                                         | ehemals: Bäckermeister H. Winter                                                                                                  |
| 29       | 213                               |  |                                                                                   | |
| 31       | 214                               |  | Haus existiert nicht mehr                                                         | ehemals: D. Busch, später: H. Harder                                                                                              |
| 33       | 215                               |  | Haus existiert nicht mehr                                                         | ehemals: Fr. Vorbeck, später: Schlächtermeister E. Schmidt                                                                        |